# Франц Бабингер
Франц Бабингер (на немски: Franz Babinger) е германски историк-ориенталист и един от пионерите на специалността тюркология.

## Биография
Роден е на 15 януари 1891 г. във Вайден, Бавария. До началото на Първата световна война учи индология в Мюнхенския университет. По време на войната пребивава в Близкия изток, където е и офицер за свръзка към щаба на Мустафа Кемал Ататюрк. От 1922 е университетски преподавател и професор в Берлин.
През 30-те години на 20 век пребивава в Румъния, където преподава в университетите в Букурещ и Яш. Завръща се в Западна Германия през 1948 г., когато поема новосформираната катедра „История и култура на Близкия изток и тюркология“ в Мюнхенския университет. Пенсионира се през 1958 г.
Франц Бабингер е член на редица научни сдружения по света, сред които Баварската академия на науките в Мюнхен, Академията на науките в Гьотинген. Дописен член на Хърватската академия на науките и изкуствата от 1931, и неин член-кореспондент от 1953 г.
Умира на 23 юни 1967 година в Драч, Албания, на 76-годишна възраст.

## Научна дейност
Франц Бабингер е един от най-видните османисти в света, който със своя научен интерес и проучвания на историята на Османската империя през 15 и 16 век допринася неимоверно за развитието на тюркологията. Автор е на стотици статии и няколко книги, както и на биография на Мехмед Завоевателя от 1953 г., която е преведена на много езици и оценена изключително високо като исторически труд.
Франц Бабингер е автор на 122 статии за издадената в Лайден (Холандия) „Енциклопедия на исляма“. Особено ценни са неговите проучвания и публикации на исторически източници от османско време.

## Избрана библиография
- Die Geschichtsschreiber der Osmanen und ihre Werke. Leipzig 1927
- Dalmatien und die Adria. Handbuch für Reisende von Karl Baedeker. Karl Baedeker, Leipzig 1929 – Abschnitt über Albanien, S. 227 – 250
- Mehmed der Eroberer und seine Zeit. Weltenstürmer einer Zeitenwende. München 1953
- Aufsätze und Abhandlungen zur Geschichte Südosteuropas und der Levante. 2 Bände, München 1962/66